# Red Fang
«Red Fang» (Червоне Ікло) — американський стоунер-рок гурт, що був заснований у 2005 році в м. Портленд.

## Історія
Перший повноформатний студійний альбом «Red Fang» був записаний на лейблі «Sargent House» і вийшов у 2009 році. Він містив у собі пісні з двох EP гурту.
У 2011 році вийшов наступний, другий за ліком альбом — «Murder the Mountains». Релізом займався лейбл «Relapse Records», продюсував альбом Chris Funk.
У турі «Metalliance» того ж року «Red Fang» грав на одній сцені з «Crowbar» та «Helmet». Також виступали разом з «Megadeth», «Godsmack» та «Disturbed».
У 2012 році під час невеликого туру країнами східної Європи вперше виступили у Києві.

## Дискографія
Студійні альбоми
- «Red Fang» (Sargent House, 2009)
- «Murder the Mountains» (Relapse Records, 2011)
- «Whales And Leeches» (Relapse Records, 2013)[1]
- «Only Ghosts» (Relapse Records, 2016)

## Склад колективу
- Браян Джайлс — гітара, вокал
- Аарон Бім — бас-гітара, вокал
- Девід Салліван — гітара
- Джон Шерман — барабани